# Johannes Reichel
Johannes Reichel (* 29. April 1982 in Klagenfurt am Wörthersee) ist ein ehemaliger österreichischer Eishockeyspieler, der seine Karriere großteils beim EC KAC verbrachte, und insgesamt 776 Spiele in der Erste Bank Eishockey Liga absolvierte.

## Karriere
Reichel begann seine Karriere in den Nachwuchsmannschaften des EC KAC und debütierte in der Saison 1999/00 in der Kampfmannschaft und konnte mit dem Team in seiner ersten Spielzeit gleich seinen ersten österreichischen Meistertitel erringen. Ein Erfolg, den er 2001 und 2004 wiederholen konnte. 2000 gewann er mit dem KAC zudem auch die Interliga. Im Jahr 2006 erhielt er ein Angebot des schwedischen Zweitligisten Rögle BK und unterschrieb für eine Saison, der EC KAC holte ihn jedoch für die Spielzeit 2007/08 zurück, um die Verteidigung zu verstärken. 2009 und 2013 holte er seine Meistertitel vier und fünf mit den Kärntnern. Ab 2014 war er Mannschaftskapitän der Klagenfurter. Am 24. November 2015 bat Reichel nach 802 Pflichtspiel-Einsätzen für den KAC um Vertragsauflösung und wechselte in die slowakische Extraliga zum HK 36 Skalica. Ab der Saison 2016/17 stand Reichel beim EHC Althofen unter Vertrag.
Im Mai 2018 wurde Reichel als neuer Sportdirektor des EC KAC vorgestellt.

### International
Im Juniorenbereich spielte Reichel für Österreich bei den U18-B-Weltmeisterschaften 1999 und 2000 sowie den U20-Weltmeisterschaften der Division I 2001 und 2002.
In der Herren-Auswahl debütierte er am 13. April 2002 bei der 1:4-Niederlage gegen Deutschland in Rosenheim. Er stand bei den Weltmeisterschaften 2004, 2011 und 2013 für Österreich in der Top-Division auf dem Eis. In der Division I vertrat er die Mannschaft des Alpenlandes bei den Turnieren 2006, 2010 und 2012.

## Erfolge und Auszeichnungen
- 2000 Österreichischer Meister mit dem EC KAC
- 2000 Gewinn der Interliga mit dem EC KAC
- 2001 Österreichischer Meister mit dem EC KAC
- 2004 Österreichischer Meister mit dem EC KAC
- 2006 Aufstieg in die Top-Division bei der Weltmeisterschaft der Division I, Gruppe B
- 2009 Österreichischer Meister mit dem EC KAC
- 2010 Aufstieg in die Top-Division bei der Weltmeisterschaft der Division I, Gruppe A
- 2012 Aufstieg in die Top-Division bei der Weltmeisterschaft der Division I, Gruppe A
- 2013 Österreichischer Meister mit dem EC KAC

## Karrierestatistik

### International
(Legende zur Spielerstatistik: Sp oder GP = absolvierte Spiele; T oder G = erzielte Tore; V oder A = erzielte Assists; Pkt oder Pts = erzielte Scorerpunkte; SM oder PIM = erhaltene Strafminuten; +/− = Plus/Minus-Bilanz; PP = erzielte Überzahltore; SH = erzielte Unterzahltore; GW = erzielte Siegtore; 1 Play-downs/Relegation; Kursiv: Statistik nicht vollständig)